# Lonny Chapman
Lonny Chapman (ur. 1 października 1920 w Tulsie w stanie Oklahoma, zm. 12 października 2007) – amerykański aktor
Debiutował w 1949 r., w telewizyjnym serialu przygodowym Captain Video, w tym samym roku po raz pierwszy wystąpił na Broadwayu w sztuce The Closing Door, której reżyserem był Lee Strasberg. W czasie swojej wieloletniej kariery wystąpił między innymi w takich produkcjach jak Ptaki (The Birds) z 1963 r., w reżyserii Alfreda Hitchcocka, czy Bierz forsę i w nogi z 1969 r., w reżyserii Woody Allena. Po raz ostatni na srebrnym ekranie pojawił się w 2003 r., w filmie Nożownik (The Hunted). Przez 34 lata był dyrektorem artystycznym, teatru swojego imienia w Los Angeles. Zmarł na zawał serca.